# Hyles zygophylli

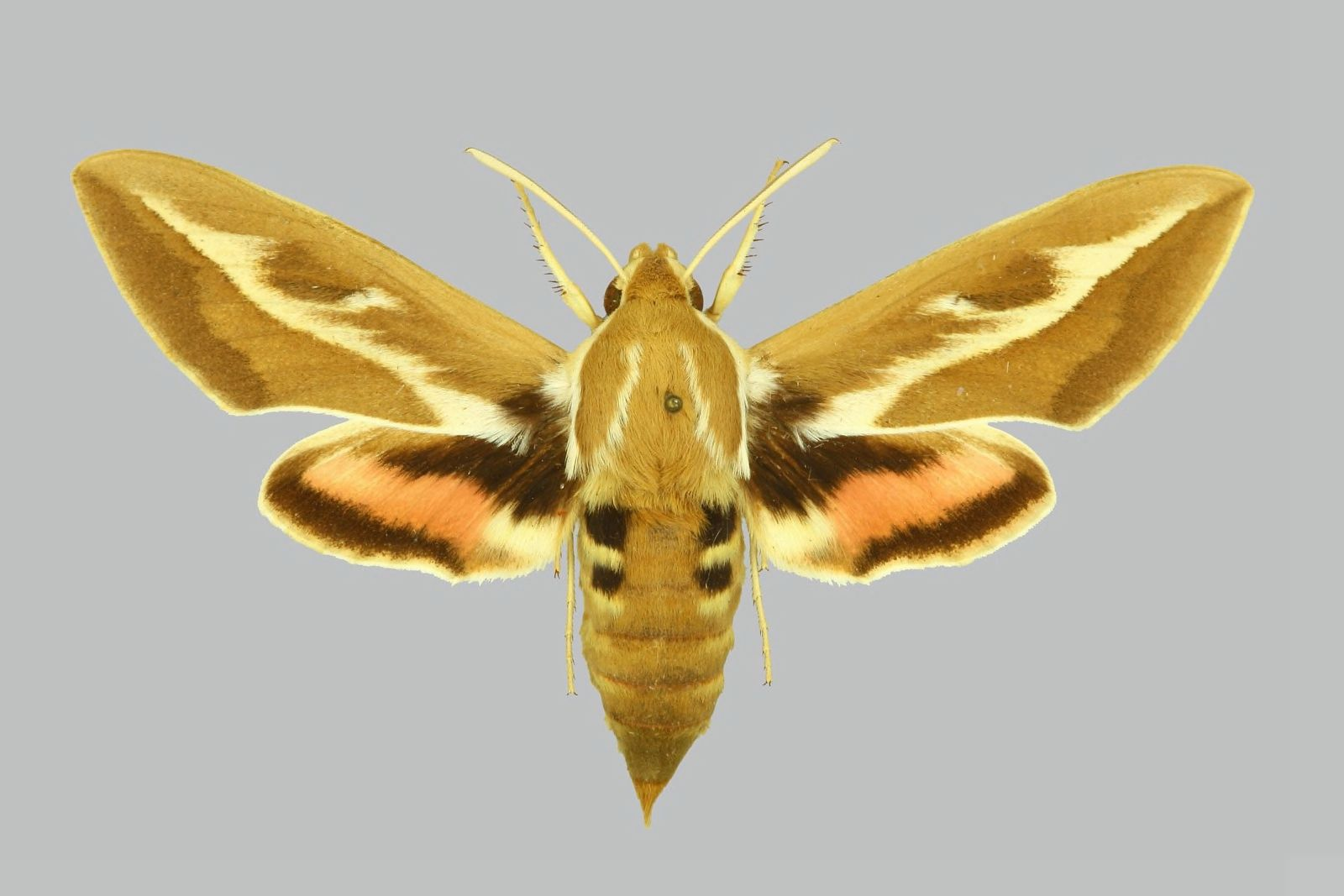
Hyles zygophylli, Weibchen

Hyles zygophylli ist ein Schmetterling (Nachtfalter) aus der Familie der Schwärmer (Sphingidae). Das Verbreitungsgebiet der Art erstreckt sich vom Nordwesten der Türkei und dem südlichen Wolgatal in Russland östlich bis in den Nordwesten Chinas und bis in den Süden der Mongolei.

## Merkmale

### Merkmale der Imagines
Die Falter erreichen Flügelspannweiten von 60 bis 75 Millimetern. Ihre Vorderflügel sind gelblichbraun mit einem schmalen, gelblichweißen Streifen, der von der Basis des Flügelinnenrandes mittig über den Flügel bis zur Spitze verläuft. Von diesem Streifen zweigen ein oder zwei ebenso gefärbte Äste zum Flügelvorderrand ab. Der Flügelaußenrand ist gelblich. Die Vorderflügel sind deutlich schmaler als bei den übrigen Arten der Gattung Hyles. Die Hinterflügel tragen typisch für die Gattung mittig einen auffälligen rosaroten und am Flügelinnenrand einen weißen Fleck, die beide an der Flügelbasis und zum Flügelaußenrand schwarz gesäumt sind. Die Art ist in ihrer Färbung und der Ausdehnung der Musterung sehr variabel. Tiere aus trockenen Lebensräumen sind meist blasser und weisen eine Färbung mit mehr Gelbanteilen auf. Die Art kann mit manchen Farbvarianten des Linienschwärmers  (Hyles llivornica) verwechselt werden.

### Merkmale der Raupen
Die Raupen erreichen eine Körperlänge von 70 bis 80 Millimetern und treten in mehreren Farbvarianten auf. Ausgewachsen sind sie hauptsächlich blassgrün oder gelb und haben am Rücken und den Seiten eine schwarze, netzförmige Musterung. Die Bauchseite ist ungemustert. Beidseits des Rückens verläuft ein schmales gelbes Band mit kleinen, unterschiedlich großen, schwarz gerandeten, gelben oder weißen Augenflecken. Bei manchen Tieren ist der Kopf, die Rückenlinie, das Analhorn und der Nachschieber schwarz, bei anderen sind diese Partien gelb oder blassgrün. Sämtliche Farbformen weisen ein gelbes Längsband unterhalb der orangen oder weißen Stigmen auf.

### Ei und Puppe
Die Größe der Eier ist nicht dokumentiert, sie liegt jedoch über dem Durchschnitt innerhalb der Gattung Hyles. Die Eier sind kugelig, kräftig grün und ähneln denen des Pappelschwärmers (Laothoe populi). Die Puppe ist 40 bis 50 Millimeter lang, hell sandfarben und trägt feine, dunkle Linien.

## Vorkommen und Lebensraum
Die Art ist vom Nordwesten der Türkei und dem südlichen Wolgatal in Russland östlich über den Norden Syriens, den Kaukasus, Nordiran, Turkmenistan, den Süden Kasachstans, Usbekistan und Tadschikistan bis in den Norden Afghanistans, sowie weiter nordöstlich über Kirgisistan bis in die chinesischen Provinzen Xinjiang und Shaanxi und bis in den Süden der Mongolei verbreitet. Nachweise der Art gibt es auch aus Gebieten in Rumänien, wo Bohnenähnliches Jochblatt (Zygophyllum fabago) häufig wächst. Aus Dalmatien in Kroatien ist der Fund eines Irrgastes dokumentiert; das Präparat des gefangenen Exemplars wird im Carnegie Museum of Natural History aufbewahrt.
Die Falter besiedeln heiße Alkaliebenen, Sanddünen und aride Hänge mit Bewuchs des Bohnenähnlichen Jochblattes. In China bevorzugt die Art Gebüsche mit sonnigen Kiesbänken an Flussufern, die mit Arten der Gattung Jochblatt (Zygophyllum) bewachsen sind.

### Flug- und Raupenzeiten
Die Falter fliegen je nach Region von Ende April bis Mitte Mai, Juli und August, manchmal auch bis Mitte September in zwei oder drei Generationen. In kühleren Berglagen findet man die Tiere im Juni und Juli mit einer unvollständigen zweiten Generation Ende September/Oktober. In China fliegt die Art von Anfang Mai bis Ende Juli, in der Mongolei von Anfang Juli bis Mitte August.
Die Raupen sind zwischen Mai und September häufig, an warmen Standorten findet man sie auch später im Jahr.

### Nahrung der Raupen
Die Raupen ernähren sich hauptsächlich von Bohnenähnlichem Jochblatt (Zygophyllum fabago), lokal werden auch andere Jochblatt-Arten gefressen, wie etwa Zygophyllum oxianum. Vermutlich ernähren sich die Raupen auch von Blüten der Steppenkerzen (Eremurus). In Gefangenschaft kann eine Aufzucht meist mit Burzeldornen (Tribulus), ebenfalls eine Gattung der Jochblattgewächse, erfolgen.

## Entwicklung
Die Weibchen legen ihre Eier auf der Unterseite der Blätter der Nahrungspflanzen ab. Die Raupen schlüpfen nach zwei bis fünf Tagen. Sie sitzen anfangs auf der Unterseite der Blätter auf der Mittelrippe. Mit zunehmender Entwicklung fressen sie frei auf der Pflanze sitzend, indem sie sich an einem Stängel festhalten. Blüten und Blätter werden dabei hastig gefressen. In Turkmenistan ist eine Raupenhäufigkeit von 83,3 Tieren pro 100 Nahrungspflanzen nachgewiesen worden. Die Entwicklung vom Ei bis zur Verpuppung dauert ungefähr 30 Tage, die Puppenruhe beträgt im Sommer nicht mehr als acht Tage. Die Überwinterung der Tiere erfolgt als Puppe. Parasitoide, die die Art befallen, sind bisher nicht bekannt.

## Belege